# Conus grahami
Espèce
Statut de conservation UICN

 LC  : Préoccupation mineure
Conus grahami est une espèce de mollusques gastéropodes marins de la famille des Conidae.
Comme toutes les espèces du genre Conus, ces escargots sont prédateurs et venimeux. Ils sont capables de « piquer » les humains et doivent donc être manipulés avec précaution, voire pas du tout.

## Description
La taille de la coquille varie entre 18 mm et 30 mm.

## Distribution
Cette espèce est présente dans l'océan Atlantique au large des îles Cap-Vert de São Vicente (Conus grahami grahami) et Santa Luzia (Conus grahami luziensis).

### Niveau de risque d’extinction de l’espèce
Selon l'analyse de l'UICN réalisée en 2011 pour la définition du niveau de risque d'extinction, cette espèce est endémique aux îles du Cap-Vert. C. grahami grahami se trouve uniquement au large de l'extrémité orientale de l'île de São Vicente à Calhau sur une distance d'environ 4 km. C. grahami luziensis se trouve uniquement au large de l'extrémité sud-est de l'île voisine de Santa Luzia, dans une zone protégée. Bien que cette espèce soit très restreinte dans son aire de répartition et actuellement relativement rare sur le marché, il n'y a pas de menaces connues et donc aucune mesure de conservation connue actuellement en place pour cette espèce. L'espèce est considérée comme étant de préoccupation mineure.

## Taxonomie

### Publication originale
L'espèce Conus grahami a été décrite pour la première fois en 1980 par les malacologistes Dieter Röckel (d) (1922-2015), Rudo von Cosel (d) et Luís Edouardo Baptista Pisani Burnay dans la publication intitulée « La Conchiglia »,.

### Synonymes
- Africonus grahami (Röckel, Cosel & Burnay, 1980) · appellation alternative
- Africonus grahami grahami (Röckel, Cosel & Burnay, 1980) · non accepté
- Africonus grahami luziensis (Rolán, Röckel & Monteiro, 1983) · non accepté
- Conus (Lautoconus) grahami Röckel, Cosel & Burnay, 1980 · non accepté
- Conus grahami grahami Röckel, Cosel & Burnay, 1980 · non accepté
- Conus grahami luziensis Rolán, Röckel & Monteiro, 1983 · non accepté
- Conus grahami pseudoventricosus Röckel, Rolán & Monteiro, 1980 · non accepté
- Conus luziensis Rolán, Röckel & Monteiro, 1983 · non accepté

### Sous-espèces
- Conus grahami grahami Röckel, Cosel & Burnay, 1980, accepté en tant que Conus grahami Röckel, Cosel & Burnay, 1980
- Conus grahami longilineus Röckel, Rolán & Monteiro, 1980, accepté en tant que Conus longilineus Röckel, Rolán & Monteiro, 1980 (original rank)
- Conus grahami luziensis Rolán, Röckel & Monteiro, 1983, accepté en tant que Conus grahami Röckel, Cosel & Burnay, 1980
- Conus grahami pseudoventricosus Röckel, Rolán & Monteiro, 1980, accepté en tant que Conus grahami Röckel, Cosel & Burnay, 1980

## Identifiants taxonomiques
Chaque taxon catalogué par les bases de données biologiques et taxonomiques possède un identifiant qui permet d'établir un point de référence. Les identifiants de Conus grahami dans les principales bases sont les suivants :
BOLD : 901910 - CoL : XXHL - GBIF : 5728179 - iNaturalist : 150344 - IRMNG : 10810812 - TAXREF : 153699 - UICN : 192808 - WoRMS : 224887